# 福島県立小名浜高等学校
福島県立小名浜高等学校（ふくしまけんりつ おなはまこうとうがっこう）は、福島県いわき市小名浜下神白にあった県立高等学校。2021年に福島県立いわき海星高等学校と統合して福島県立小名浜海星高等学校となった。地元では通称「小名高（オナ高）」と呼ばれていた。

## 設置学科
- 全日制課程
  - 普通科
  - 商業科

## 沿革

### 旧・福島県小名浜実業学校
- 1907年 - 町名小名浜実業補習学校が設立される[1]。
- 1929年 - 福島県小名浜実業学校となる。

### 旧・小名浜高等女学校
- 1940年 - 町立小名浜実科高等女学校となる。
- 1942年 - 小名浜高等女学校に改称。

### 福島県立小名浜高等学校
- 1948年 - 学制改革に伴い、旧制小名浜実業学校と小名浜高女が合併の上男女共学校の福島県小名浜高等学校となる[1]。
- 1950年 - 県に移管され福島県立小名浜高等学校となる。
- 1967年 - 現所在地へ移転する。
- 1975年 - 定時制課程募集停止
- 1976年 - 創立70周年記念式典（小名浜市民会館）
  - 記念事業：校訓碑（「継続は力なり」）、校門整備
- 1986年 - 創立80周年記念式典（小名浜市民会館）
  - 記念事業：校舎中庭整備・校歌碑建立
- 1996年 - 創立90周年記念式典（小名浜市民会館）
  - 記念事業：グラウンド照明灯整備
- 2006年 - 創立100周年記念式典（小名浜市民会館）
  - 記念事業：グラウンド・テニスコート夜間照明整備
  - 付記：武城太鼓愛好会創設
- 2016年 - 創立110周年記念式典（小名浜市民会館）
  - 記念事業：視聴覚室設備更新
  - 付記：「武城が丘」移転50年
- 2021年3月31日 - 閉校。

## 部活動
文化部
- 演劇部（1985年 全国高校演劇大会 優秀賞）
- 箏曲部
- 吹奏楽部
- 美術
- 商業
- 武城太鼓愛好会

運動部
- バスケットボール部
- ソフトテニス部
- バドミントン部
- 陸上競技部
- サッカー

## アクセス
- JR常磐線泉駅より新常磐交通バス「神白橋」下車

## 出身者
- 小野拓 - 元東映フライヤーズ